# 约园
约园，为位于中国江苏省常州市天宁区兴隆巷的一座清代私家园林，占地约19亩。
该园原为明代官府鹿苑，清乾隆初年为谢旻别业，称谢园，道光时赵翼之孙赵起购得此园并修葺改造，时有二十四景、十二峰，取“约乎成园”之意称为约园，又称赵家花园。
咸丰十年（1860）毁于兵燹，光绪末年稍经修葺，但不复旧观。民国二十年（1931）在此设立武进县县立医院，1949年后又改为常州工人医院、第二人民医院等，1953年赵氏后人将约园献与政府。
约园原以奇石见长，以曲水闻名，池中叠石成山，筑有方亭，以曲桥与岸边相通，池边罗列不同形态的奇石。但近年随着医院的逐步扩大，周围高楼四起，古风不再。